# بخش مرکزی شهرستان تبریز
بخش مرکزی شهرستان تبریز یکی از بخش‌های تابعه شهرستان تبریز در استان آذربایجان شرقی در شمال غربی ایران است.

## تقسیمات کشوری
- بخش مرکزی شهرستان تبریز
  - دهستان آجی‌چای
  - دهستان اسپران
  - دهستان مهران رود
  - دهستان سردصحرا

شهرها: تبریز و سردرود

## جمعیت
بنابر سرشماری مرکز آمار ایران، جمعیت بخش مرکزی شهرستان تبریز در سال ۱۳۸۵ برابر با ۱۵۴۰٫۵۹۲ نفر بوده است.